# Paranemastoma superbum
Espèce
Synonymes
- Nemastoma supersum Roewer, 1951

Paranemastoma superbum est une espèce d'opilions dyspnois de la famille des Nemastomatidae.

## Distribution
Cette espèce se rencontre en Géorgie et en Turquie.

## Description
Les mâles mesurent de 3,5 à 4,5 mm et les femelles de 3,6 à 4,8 mm.

## Systématique et taxinomie
Cette espèce a été décrite par Redikortsev en 1936. Elle est placée dans le genre Nemastoma par Roewer en 1951 puis dans le genre Paranemastoma par Staręga en 1978.
Nemastoma supersum est un nom de remplacement de Nemastoma superbum (Redikortsev, 1936), préoccupée par Nemastoma superbum Koch, 1869.

## Publication originale
- Redikortsev, 1936 : « Материалы к фауне Опилионес СССР - Materialy k faune Opiliones SSSR - Beiträge zur Opilioniden-Fauna von U.S.S.R. » Proceedings of the Zoological Institute of the Russian Academy of Sciences, vol. 3, p. 33–57.